# کیت توسعه جاوا
کیت توسعهٔ جاوا محصولی از شرکت سان است که هدفش توسعه‌گران جاواست. از زمان معرفی جاوا، معروفترین و پراستفاده‌ترین کیت توسعه نرم‌افزار است. در ۱۷ نوامبر ۲۰۰۷ سان اعلام نمود که این کیت را تحت GPL GNU (اجازه‌نامه عمومی همگانی گنو) منتشر خواهد نمود؛ بنابراین به نرم‌افزار آزاد تبدیل خواهد شد. این اتفاق در ۸ می ۲۰۰۷ رخ داد. سان در متن کد جی‌دی‌کی باز نیز مشارکت داشت.

## محتویات JDK
JDK دارای اجزایی اولیه با ابزارهای لازم برای برنامه‌نویسی است، که شامل:
- جاوا – بارگذاری برای برنامه‌های کاربردی جاوا. این ابزار یک مفسر است که قادر به تفسیر برنامه و تولید فایل‌های کلاس (.class) با استفاده از مترجم JAVAC است. اکنون با این روش، تنها یک مجری برای هر دو امر توسعه و اجرا خواهد بود. اجراکنندهٔ پیشین، یعنی JRE ٬no longer به همراه کیت توسعهٔ جاوا سان منتشر می‌شود.
- JAVAC – مترجم که وظیفهٔ ترجمهٔ متن به جاوابایت‌کد را بر عهده دارد.
- جار (به انگلیسی: Jar) – یک آرشیوکننده است، که کلاسهای کتابخانه ای را در یک فایل به نام جار مجتمع می‌سازد. این ابزار برای مدیریت فایل‌های جار نیز به کار می‌رود.
- مستندسازی جاوا – مولد مستند است. این برنامه به صورت خودکار مستندات برنامه را از متن برنامه که به صورت توضیح (به انگلیسی: comment) آمده است، ایجاد می‌نماید.
- JDB – خطایاب جاوا.
- JPS – ابزار حالتی برای فرایند، این ابزار نشانگر اطلاعات فرایند کنونی پردازش‌های جاواست.
- جاواپی – پروندهٔ کلاسی برای اسمبلِ معکوس.
- مشاهده‌گرِ اپلت(به انگلیسی: appletviewer)– ابزاری برای توسعه و اجرای برنامه‌هایِ اپلت بدون نیاز به مرورگر است.
- جاوااچ – هِدِرِ فایل سی برای ایجاد متدهای بومی (به انگلیسی: native method).
- جاوادبلیواس – یک اجرای شروع‌کنندهٔ وبِ جاوا (به انگلیسی: Java Web Start) برای برنامه‌های جی‌ان‌پی‌ال.
- اکس‌تی‌چک – ابزار کمکی که برخورد پرونده‌های جار را ردگیری می‌کند.
- اِی‌پی‌تی – ابزار فرایند حاشیه‌نویسی
- جِی‌هَت – (آزمایشی) ابزار بررسی حافظهٔ هیپِ جاوا
- جِی استَک – (آزمایشی) ابزار کمکی که ردیابی پشتهٔ جاوا را برای نخ‌ها چاپ می‌کند
- جِی‌استَد – (آزمایشی) ابزار مانیتورینگ ایستایی مربوط به ماشین مجازی جاوا
- جِی‌اینفو –(آزمایشی) این ابزار اطلاعات پیکربندی فرایندهای جاوای جاری را می‌گیرد.
- جِی‌مَپ – (آزمایشی) این ابزار اطلاعاتِ تفشیهٔ حافظه را چاپ می‌کند و نیز قابلیت نمایش حافظهٔ اشیای اشتراکی جاوا و جزئیات حافظهٔ هیپ پردازش داده شده را نیز داراست
- آی‌دی‌ال‌جی – آی‌دی‌ال برای مترجم جاوا است. این ابزار کمکی، انقیادهای جاوا را از قالب یم فایل آی‌دی‌ال تولید می‌نماید.
- ابزار سیاست‌گذاری – ابزار ایجاد سیاست‌گذاری و مدیریت که سیاست لازم را برای زمان اجرای جاوا تعیین کرده و مشخص کنندهٔ اجازه‌هایی دسترسی به اشیای از چه متونی است.
- ویژوال‌وی‌ام – ابزاری تصویری که چندین ابزار تحت خط فرمان جی‌دی‌کی را مجتمع نموده و کارایی بالایی دارد.
- وارد کردن دبلیواس – ایجاد توانایی جاکس-دبلیواس برای برپایی یک خدمتگزار وب
- جی‌ران اسکریپت – پوسته‌ای اسکریپتی برای خط فرمانِ جاوا.

همچنین جی‌دی‌کی به همراه یک محیط زمان اجرای جاوای کامل همراه است که معمولاً زمان اجرای خصوصی نامیده می‌شود. این محیط شامل یک ماشین مجازی جاوا و تمام کلاس‌های مربط به کتابخانه‌های موجود در محیط تولید است که به همراه کتابخانه‌هایی است که تنها برای توسعه‌گران قابل استفاده است. از این میان می‌توان به بین‌المللی‌سازی(جاوا) اشاره نمود.
نسخه‌های جی‌دی‌کی، شامل مثال‌هایی پیاده‌سازی شده از تقریباً تمام ای‌پی‌آیِ جاواست.

## سایر جی‌دی‌کی‌ها
برای سکوهای مختلف جی‌دی‌کی‌های متنوعی وجود دارد که بعضی از آن‌ها از متن جی‌دی‌کی به وجود آمده‌اند و بعضی دیگر این‌گونه نیستند. اما نکتهٔ مشترک میان همهٔ آن‌ها، وفاداری به ویژگی‌های جاواست. اگرچه بعضی از آن‌ها دارای تفاوت‌هایی در پیاده‌سازی بخش‌های خاصی، مانند زباله‌روب و فنون بهینه‌سازی هستند. این جی‌دی‌کی‌ها شامل:
- جی‌سی‌جِی که متعلق به گنوست
- جی۹ متعلق به ای‌بی‌ام برای سیستم‌عامل‌های ویندوز، مکینتاش، ام‌وی‌اس، ای‌آی‌ایکس، پاکت‌پی‌سی، لینوکس طراحی شده
- جی روتکیت که متعلق به شرکت اوراکل است و برای ویندوز، لینوکس و سولاریس طراحی شده است
- بلک‌داون جاوا – درگاهی از شرکت بلک‌داون برای لینوکس که از روس نسخهٔ سان طرای شده است
- زمان اجرای مک برای جاوا که شامل ماشین مجازی و کیت توسعهٔ جاوا برای مکینتاش است
- هارمونی(آپاچی)
- ایسدتی (چای یخزده) از شرکت ردهت برای جایگزینی جی‌دی‌کی باز طراحی شده اسم.